# Leptoconops carteri
Leptoconops carteri är en tvåvingeart som beskrevs av Hoffman 1926. Leptoconops carteri ingår i släktet Leptoconops och familjen svidknott.
Artens utbredningsområde är Kalifornien. Inga underarter finns listade i Catalogue of Life.